# منتخب فانواتو لاتحاد الرغبي
منتخب فانواتو الوطني لاتحاد الرغبي (بالإنجليزية: Vanuatu national rugby union team)‏ هو ممثل فانواتو  الرسمي في المنافسات الدولية في اتحاد الرغبي .